# Джунайд Ширази
Джунайд ибн Махмуд Ширази — суфий и персидский писатель XIV века.
Известны две его работы, divan, и Shadd al-Izar (написана в 1389 году). Поздние его работы содержат более трёхсот биографий известных людей проживавших в городе Шираз (Иран).